# Masayuki Nakagomi
Masayuki Nakagomi (jap. 中込 正行 Nakagomi Masayuki; ur. 17 sierpnia 1967) – japoński piłkarz występujący na pozycji obrońcy.

## Kariera klubowa
Od 1990 do 1997 roku występował w klubach Toshiba, PJM Futures i Avispa Fukuoka.